# Dobrówko
Dobrówko (niem. Klein Dubberow) – wieś w Polsce,  położona w województwie zachodniopomorskim, w powiecie białogardzkim, w gminie Tychowo, na lewym brzegu Liśnicy, przy trasie byłej linii wąskotorowej Białogard - Świelino. Wchodzi w skład sołectwa Dobrowo. Do 31 grudnia 2024 przysiółek wsi Dobrowo.
W latach 1975–1998 wieś należała do województwa koszalińskiego. 
Według danych UM na dzień 31 grudnia 2014 roku wieś miała 108 stałych mieszkańców. 